# Sofie Ljungman
Karin Annika Sofie Ljungman, född 11 september 1966, är en svensk skådespelare och dramatiker.

## Biografi
Efter Hvitfeldtska gymnasiet läste Ljungman retorik och dramatik vid Göteborgs universitet. 1993-1996 utbildade hon sig vid Teaterhögskolan i Malmö och 1997 bildades Dramatiska Teaterkompaniet (DTK) i Malmö, Sveriges första professionella teater med renodlat nyskriven svensk dramatik på repertoaren. År 1999 flyttade hon till Göteborg och spelade på bland annat Göteborgs stadsteater, Backateatern och Borås Stadsteater. Har verkat som drivkraft och initiativtagare till projekt där nyskriven dramatik står i fokus, exempelvis Pusterviks lunchteater, Nyskrivet på Barscenen och uppsättningen av Mannie Mannie Mannie 2007 samt satsningen Nya Aftonstjärnan med bland annat pjäsen ABC för en lyckad anpassning och "Ditt livs coach" 2012. År 2020 debuterade Ljungman som författare med romanen För kännedom. En bearbetning av William Shakespeares En midsommarnattsdröm sattes upp i Ulriksdals trädgård sommaren 2022.
Ljungman har medverkat bland annat i kortfilmen Ägget (2003) och i långfilmen Amors Baller 2011.

## Familj
Sofie Ljungman är dotter till läkaren Ragnar Ljungman och låtskrivaren, kompositören och artisten Karin Liungman samt är dotterdotter till författaren och psykoanalytikern Nils Nielsen.

## Verk
- Genvägar
- Simon Ek
- Fina Vita Tänder
- Rymdälskaren (medförfattare)
- Strössel
- En värdig midsommar
- Fantomen på Angeredsteatern
- Lösker man
- Linda SkogomeDitt livs coach
- ABC för en lyckad anpassning
- Mannie Mannie Mannie
- "För kännedom" (roman)
- "En sommarnattsdröm" (bearb "En midsommarnattsdröm")

## Filmografi
- 2003 – Ägget
- 2008 – I Love My Job
- 2011 – Amors bollar

## Teater

### Roller (ej komplett)
| År   | Roll | Produktion                                       | Regi                | Teater                |
| ---- | ---- | ------------------------------------------------ | ------------------- | --------------------- |
| 2001 |      | Brand Henrik Ibsen                               | Ole Anders Tandberg | Göteborgs stadsteater |
| 2001 |      | Hair James Rado, Gerome Ragni och Galt MacDermot | Alexa Ther          | Göteborgs stadsteater |